# Distrito de Arancay

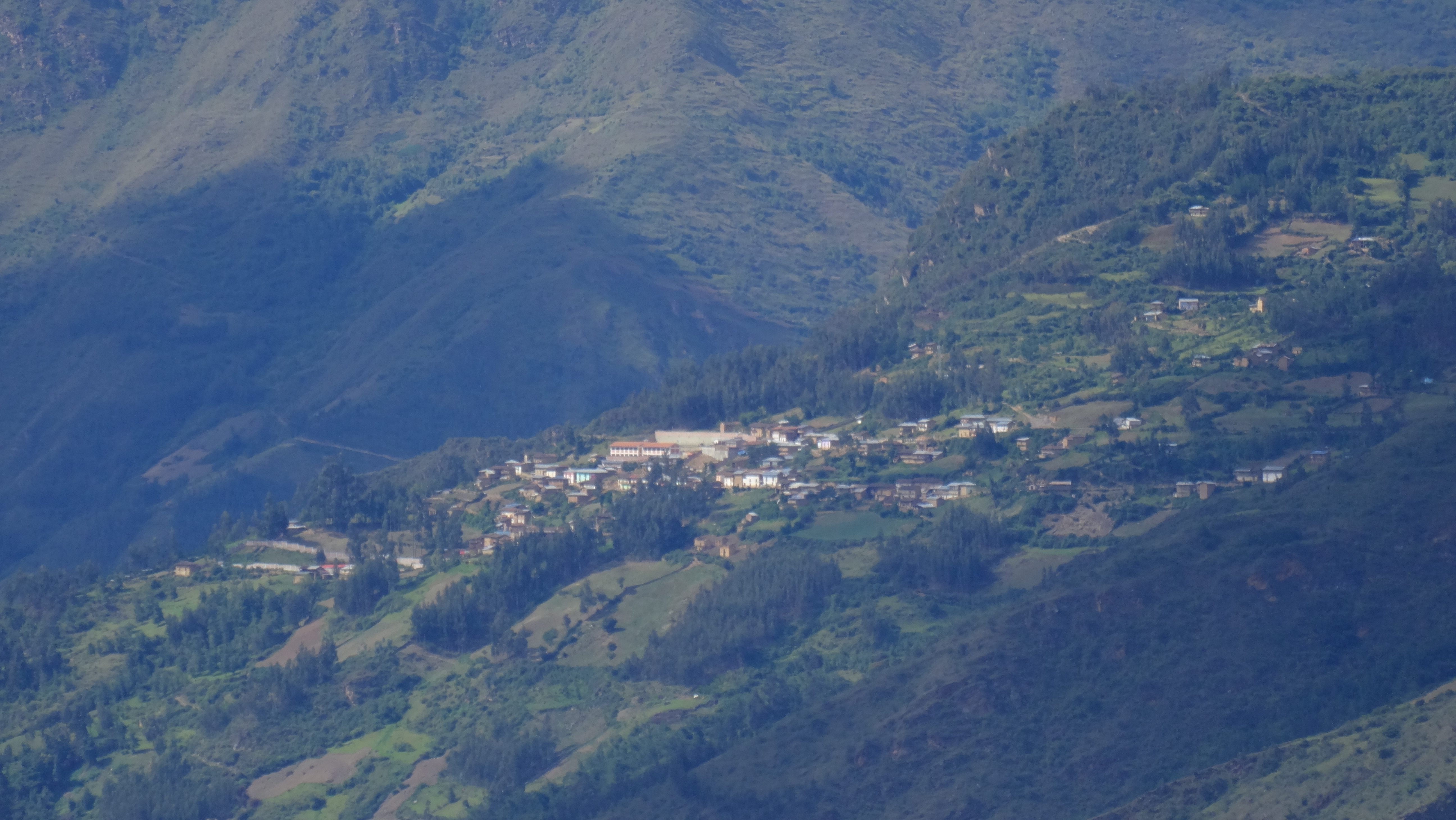
Pueblo de Arancay, cabecera del distrito, visto desde el perímetro este de la ciudad de Jircán.

El distrito  de Arancay es uno de los once distritos de la provincia de Huamalíes; esta es parte de la  departamento de Huánuco, bajo la administración de su gobierno regional, república del Perú.
Desde el punto de vista jerárquico de la Iglesia católica forma parte de la Diócesis de Huánuco, sufragánea de la Arquidiócesis de Huancayo.

## Toponimia
El nombre pudiera derivar del Runa Simi regional: harankaq (el área del maíz). Sigue el cambio harankaq → arankaq → arankay
El nombre pudiera derivar del Runa Simi regional: qaran: s.pr. (cáscara; corteza) sigue el cambio ´´ qarancai ´´  -

## Historia
El distrito de Arancay fue creado en el siglo XIX mediante Ley del 2 de enero de 1857, en el gobierno del Presidente Ramón Castilla.
Su capital, el pueblo de Arancay, estuvo a punto de convertirse en un pueblo fantasma por la violencia terrorista de los años ochenta y el narcotráfico que confinó los ya escasos recursos humanos a un grado de extrema pobreza.

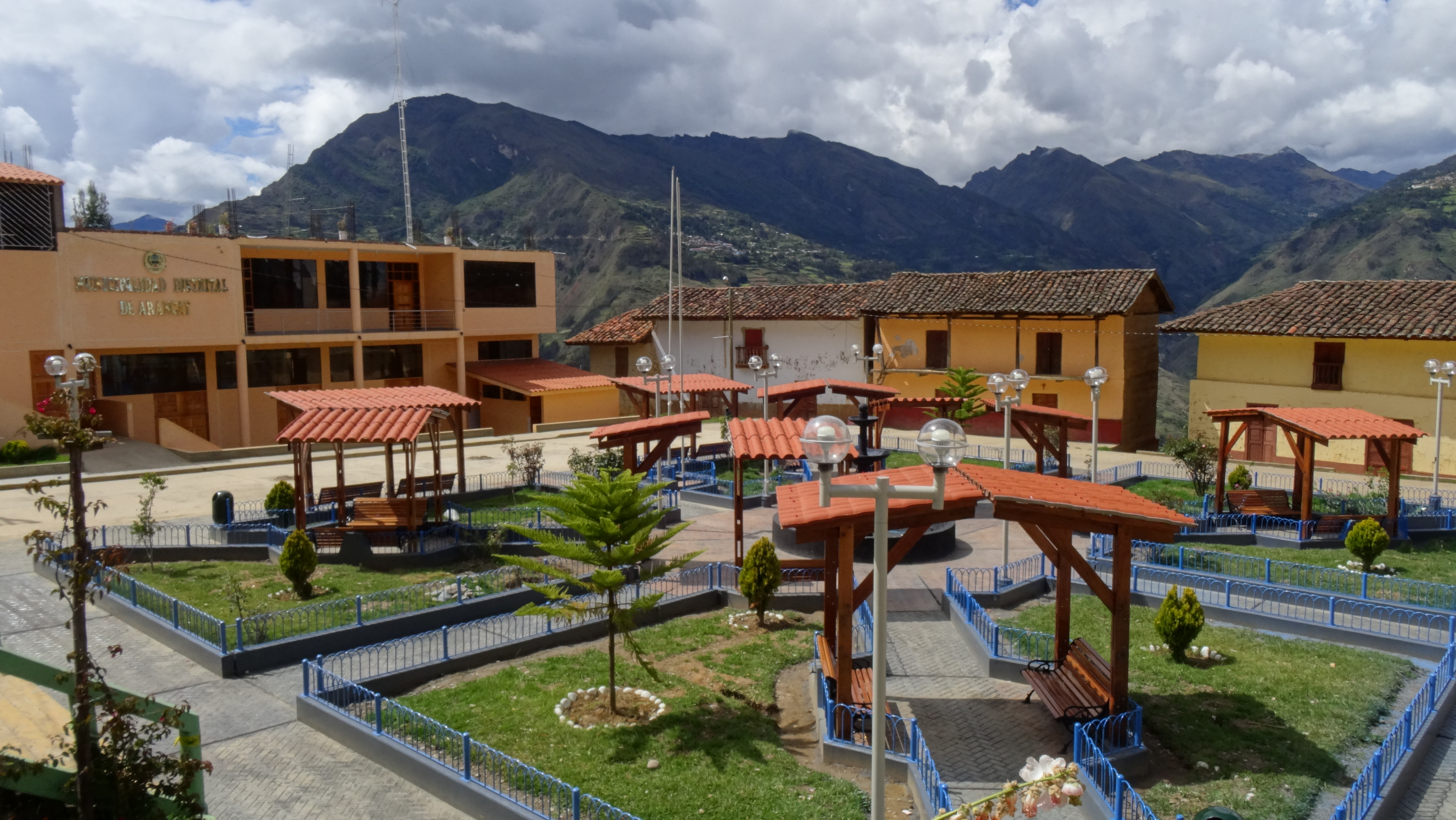
Plaza de Armas recientemente remodelada y la municipalidad a la izquierda.

## Población
La población total en este distrito es de 2 053 personas.

## Geografía

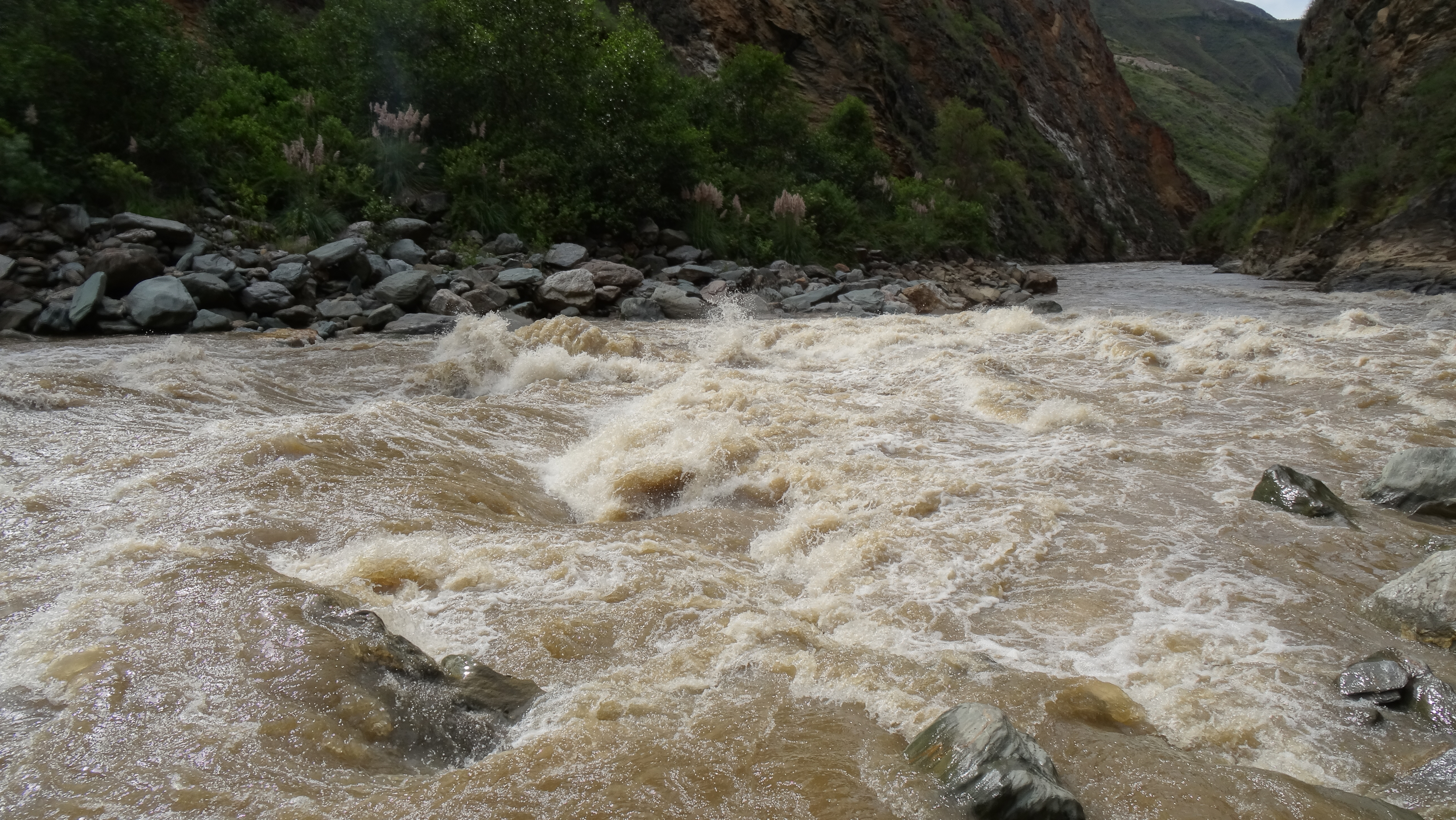
Río Marañón en tiempo de avenida visto desde su orilla noreste correspondiente a la parte baja del distrito de Arancay.

Con un área de 158,33 km², limita al norte con la provincia de Huacaybamba, al sureste con el distrito de Jircan y por el suroeste con la provincia de Huari del departamento de Áncash, con el cual tiene por límite el río Marañón.
Por su ubicación, es el distrito más septentrional de la provincia de Huamalíes, cuya área se emplaza en el margen este del río mencionado. De hecho forma parte del Alto Marañón, y por la orografía del río Marañón posee un relieve no uniforme, desde la mínima altura en las propias márgenes del Marañón hasta la máxima altura que son las cumbres de la Cadena Central de los Andes del Norte peruanos.
El pueblo de Arancay, capital del distrito homónimo se ubica a 3043 m s. n. m., por el cual, si exceptuamos la ciudad de selva alta de Monzón, es la capital distrital andina de menor altura de Huamalíes.

## Autoridades

### Municipales
- 2019 - 2022[3]
  - Alcalde: Abner Meza Bueno, de Unión por el Perú.
  - Regidores:

  1. Gelacio Díaz Hurtado (Unión por el Perú)
  2. Cira Teófila Olivas Guzmán (Unión por el Perú)
  3. Atilio Garro Paris (Unión por el Perú)
  4. Mariela Vidarte Navarro (Unión por el Perú)
  5. Justo Wilelmo Picón Huerta (Acción Popular)

Alcaldes anteriores
- 2015 - 2018: Toribio Teobaldo, Picón Beteta.
- 2011 - 2014:[4] Beker Morales Penadillo, del Movimiento Político Hechos y No Palabras (HyNP).
- 2007 - 2010: Odion Lucas Trujillo, del Frente Amplio Regional.

### Policiales
- Comisario:  PNP.

## Atractivos turísticos
Cuenta con las siguientes zonas turísticas:
- Ruinas de: Shogues, Paltacastillo, Zontajirca, Tambo, Castillo de Magampatay, Ruinas de San Miguel de Coyas (Castillo, Cueva de Oseos)  y otros.
- Cerro Tankuy, donde se encuentra un volcán de agua.
- Laguna Quenua Cocha, Laguna Uyllo Cocha
- Las ruinas del pre inca, Castillo Jirca, Choques entre otros.
- Pintur Jirca (Pinturas Rupestres)
- Cueva de Mariangola
- Cueva Ayago Machay; estos 7 últimos ubicados en el caserío de San Miguel de Coyas

## Enlaces externos

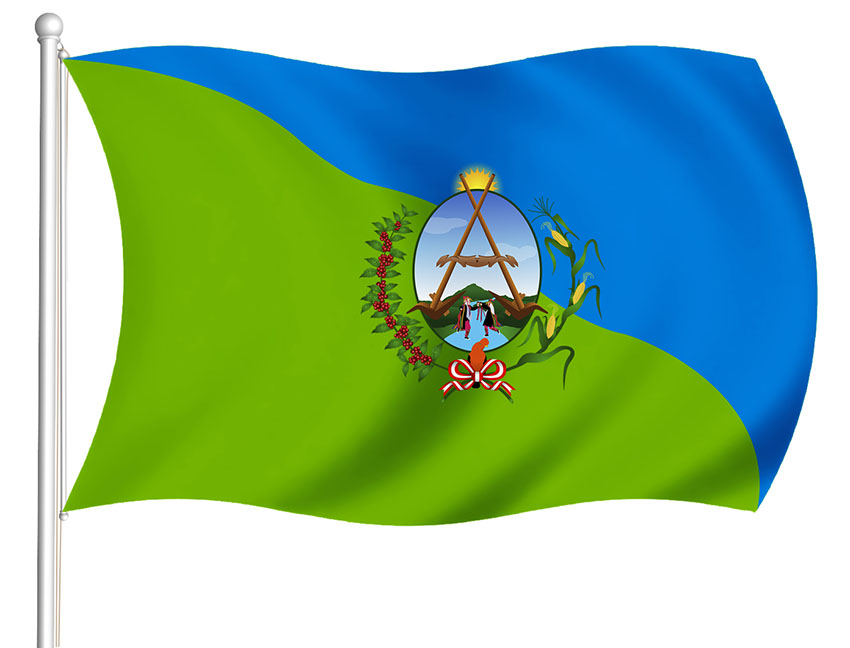
Creado en la Gestión Municipal 2015-2018

## Galería

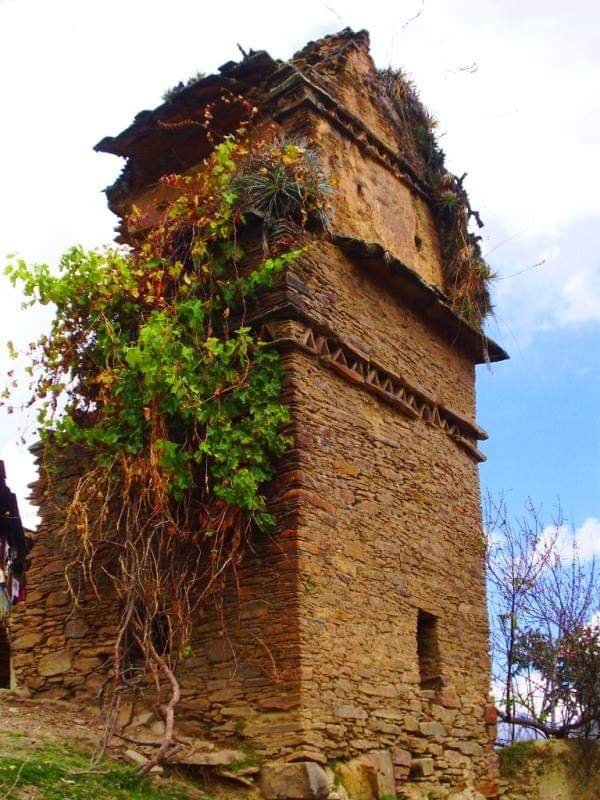
RESTO ARQUEOLOGICO PRE INCA

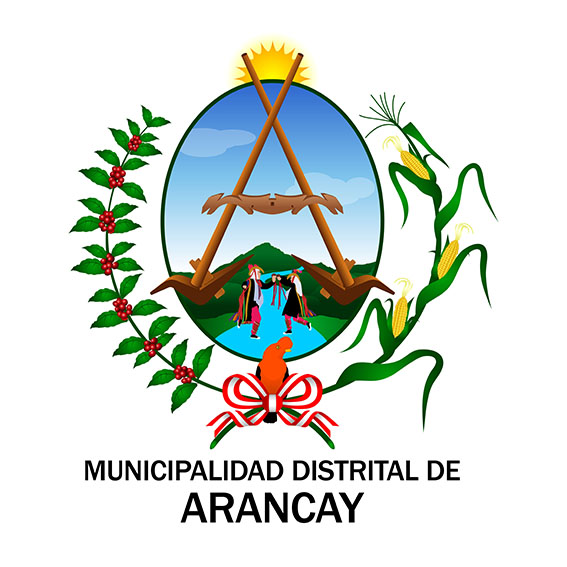
Creado en la Gestión Municipal 2015-2018

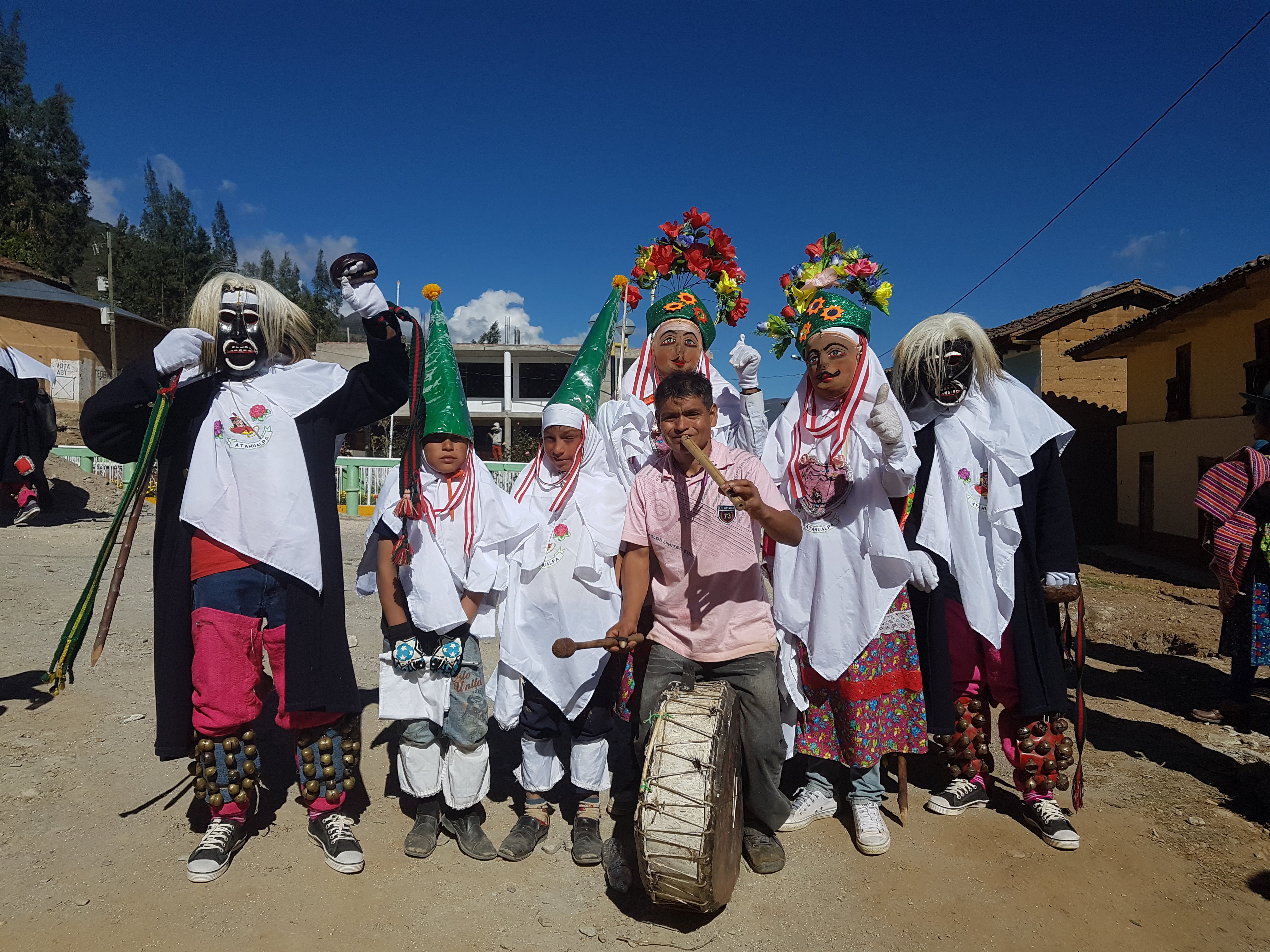
ES UNA DANZA COSTUMBRISTA DEL DISTRITO DE ARANCAY, PRACTICADA DESDE TIEMPOS ANCESTRALES

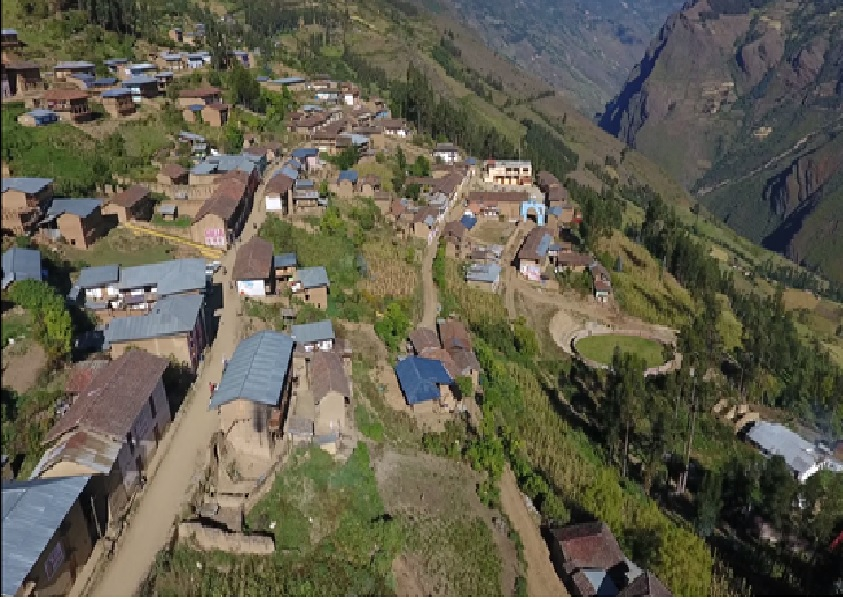
VISTA PANORAMICA DEL DISTRITO DE ARANCAY-HUAMALIES

- Wikimedia Commons alberga una categoría multimedia sobre Distrito de Arancay.